# نیروهای مسلح سلطنتی کامبوج
نیروهای مسلح سلطنتی کامبوج (خمر: កងយោធពលខេមរភូមិន្ទ) مجموعه نیروهای مسلح کامبوج است که در سال ۱۹۵۳ تشکیل شد.